# فيرتي سور شييه
فيرتي سور شييه هي بلدية فرنسية تقع في إقليم الأردين التابعة لمنطقة غراند إيست. 